# Георги Кемалов
Георги Иванов Кемалов е български политик, деец на Българския земеделски народен съюз.

## Биография
Димитър Кемалов е роден в 1889 година в драмското село Калапот, което тогава е в Османската империя. След като Калапот попада в Гърция след Междусъюзническата война в 1913 година се установява в Неврокоп. Работи като тютюнопроизводител и тютюноработник. Влиза в БЗНС и достига до ръководни позиции - член на местната околийска земеделска дружба. Противопоставя се на доминиращата в Пертички окръг ВМРО. По време на Неврокопската акция на ВМРО Кемалов оказва съпротива с оръжие. Влиза в отряда на Тодор Паница, имащ за цел борба срещу ВМРО.
След Деветоюнския преврат на 9 юни 1923 година е отвлечен от дома му в София и след няколко дни е убит.